# Пол Массаро
Артур Пол Массаро III (англ. Arthur Paul Massaro III; нар. 24 червня 1991, Меріленд, США) — старший політичний радник Гельсінської комісії США, також відомої як Комісія з безпеки та співпраці в Європі, де його сфера діяльності включає боротьбу з корупцією, права людини, санкції, незаконне фінансування та енергетичну безпеку.
Массаро брав участь у створенні різноманітних реформ у сфері боротьби з корупцією та захисту прав людини і просував їх через законодавчу систему.
Один із спікерів Форуму Вільних Держав Постросії (2022-2023)

## Молодість і освіта
Массаро народився 24 червня 1991 року в Меріленді та виріс у Северна Парк, Меріленд, відвідуючи середню школу Северна Парк. Він закінчив бакалаврське навчання в Університеті штату Меріленд, Коледж-Парк, де здобув ступінь бакалавра в галузі «державного управління та політики» та германістики. Він отримав ступінь магістра за спеціальністю «державна політика зі спеціалізацією в галузі міжнародної безпеки та економічної політики» в Школі публічної політики Університету Меріленда, де здобуває ступінь доктора філософії.

## Кар'єра
Массаро публічно виступав проти того, щоб диктатори використовували спорт як інструмент зовнішньої політики.
У липні 2022, як старший радник конгресу США він заявив, що «Росія завжди бреше» та закликав надати Україні далекобійні ракети.